# Катково (Кемеровская область)
Катково — деревня в Топкинском районе Кемеровской области. Входит в состав Верх-Падунского сельского поселения.

## География
Центральная часть населённого пункта расположена на высоте 154 метров над уровнем моря.

## Население
По данным Всероссийской переписи населения 2010 года, в деревне Катково проживает 130 человек (58 мужчин, 72 женщины).